# Beaupouyet
Beaupouyet (trong tiếng Occitan Beupoiet) là một xã của Pháp nằm ở tỉnh Dordogne trong vùng Aquitaine của Pháp. Xã này có diện tích 22,63 km2, dân số năm 2004 là 436 người. Xã nằm ở khu vực có độ cao trung bình 80 m trên mực nước biển.

## Thông tin nhân khẩu
| Năm    | 1962 | 1968 | 1975 | 1982 | 1990 | 1999 | 2004 |
| ------ | ---- | ---- | ---- | ---- | ---- | ---- | ---- |
| Dân số | 520  | 510  | 532  | 512  | 439  | 465  | 436  |